# خیمه‌شب‌بازی (فیلم)
خیمه‌شب‌بازی (ایتالیایی: Marionette) یک فیلم کمدی به کارگردانی کارمینه گالونه است که در سال ۱۹۳۹ منتشر شد. از بازیگران آن می‌توان به بنیامینو جییی و کارلا روست اشاره کرد.
این فیلم شامل نخستین حضور مارچلو ماسترویانی در سینما در نقش یک سیاهی‌لشکر که نامش در عنوان‌بندی ذکر نشده، بود.